# Beni Milleuk
Beni Milleuk è un comune dell'Algeria, situato nella provincia di Tipasa.